# ايكون كرينز
ايكون كرينز (بالألمانية: Egon Krenz)‏ ولد في 19 مارس 1937، هو شيوعي ألماني خلف إريش هونيكر وأصبح رئيساً لألمانيا الشرقية لثلاثة أشهر من 18 أكتوبر 1989 إلى 3 ديسمبر 1989 قبل أنهيار النظام الشيوعي.
شغل عدة مناصب كان نائباً لاريك هونيكر وكان ثاني رجل سطوة في ألمانيا الشرقية من 1984 وحتى خلافته له في 1989 وقت حدوث الاحتجاجات ضد النظام الشيوعي, حاول أن يعيد قبضة النظام الشيوعي لكنه لم ينجح، واجبر على الاستقالة بعد سقوط جدار برلين, وعند توحيد ألمانيا عام 1990 سُجن ل 6 سنوات ونصف لدوره في جرائم النظام.

## روابط خارجية
- ايكون كرينز على موقع IMDb (الإنجليزية)
- ايكون كرينز على موقع الموسوعة البريطانية (الإنجليزية)
- ايكون كرينز على موقع مونزينجر (الألمانية)
- ايكون كرينز على موقع ألو سيني (الفرنسية)
- ايكون كرينز على موقع أول موفي (الإنجليزية)
- ايكون كرينز على موقع إن إن دي بي (الإنجليزية)
- ايكون كرينز على موقع ديسكوغز (الإنجليزية)
- ايكون كرينز على موقع قاعدة بيانات الفيلم (الإنجليزية)
- ايكون كرينز على موقع كينوبويسك (الروسية)